# Вигода (Новоград-Волинська міська рада)
Вигода (рос. Выгода, пол. Wygoda) — колишня колонія у Рогачівській волості Новоград-Волинського повіту Волинської губернії і Тальківській сільській раді Новоград-Волинського району і Новоград-Волинської міської ради Волинської округи та Київської області.
Лютеранське поселення, лежало за 20 км південно-східніше Новограда-Волинського. Належало до лютеранської парафії Новограда-Волинського. Була школа.

## Населення
На початку 20 століття в колонії проживало 178 мешканців, дворів — 25, у 1906 році — 161 житель, дворів — 27, у 1910 році — 163 особи, у 1923 році — 123 мешканці, дворів — 26, у 1924 році — 154 особи (з перевагою населення німецької національности), дворів — 27.

## Історія
На початку 20 століття — колонія Рогачівської волості Новоград-Волинського повіту Волинської губернії, за 10 верст від центру повіту. За Цинкаловським — колонія Піщівської волості Новоград-Волинського повіту, за 11 км від Звягеля (Новограда-Волинського).
У 1906 році — колонія Рогачівської волості (3-го стану) Новоград-Волинського повіту Волинської губернії. Відстань до повітового центру, м. Новоград-Волинський, становила 15 верст, від волосного центру, містечка Рогачів — 12 верст. Найближче поштово-телеграфне відділення розміщувалося у Рогачеві.
У 1923 році включена до складу новоствореної Тальківської сільської ради, яка, 7 березня 1923 року, увійшла до складу новоутвореного Новоград-Волинського району Житомирської (згодом — Волинська) округи. Розміщувалося за 13 верст від районного центру, м. Новоград-Волинський, та 1 версту — від центру сільської ради, сільця Тальки. 1 червня 1935 року, в складі сільської ради, увійшла до приміської смуги Новоград-Волинської міської ради Київської області.
Знята з обліку населених пунктів до 1 жовтня 1941 року.